# Màrius Soler i Estragués
Màrius Soler i Estragués   (Bassella, 1907 - Bassella, 3 d'abril de 1991), més conegut com a Mario Soler, fou un col·leccionista i restaurador de motocicletes català. Al final de la guerra civil espanyola inicià al seu petit taller de Bassella una tasca de recuperació de tota mena de motocicletes, moltes d'elles peces claus de la història del motociclisme, que durà tota la seva vida. Els seus fills Estanis i Toni Soler, coneguts pilots de motociclisme, continuaren la seva obra fins que, el 2002, Estanis inaugurà el Museu de la Moto de Bassella, reconegut entre els millors d'Europa. Més tard, Estanis i la seva filla Cristina crearen, també a Bassella, la Fundació Privada Museu de la Moto Mario Soler, dedicada a la conservació i difusió de la història i la cultura de la motocicleta.
Al Museu de la Moto de Bassella s'hi pot visitar una reproducció exacta de l'antic taller de Mario Soler, després d'haver-hi estat traslladat peça a peça mantenint els elements originals.

## Resum biogràfic

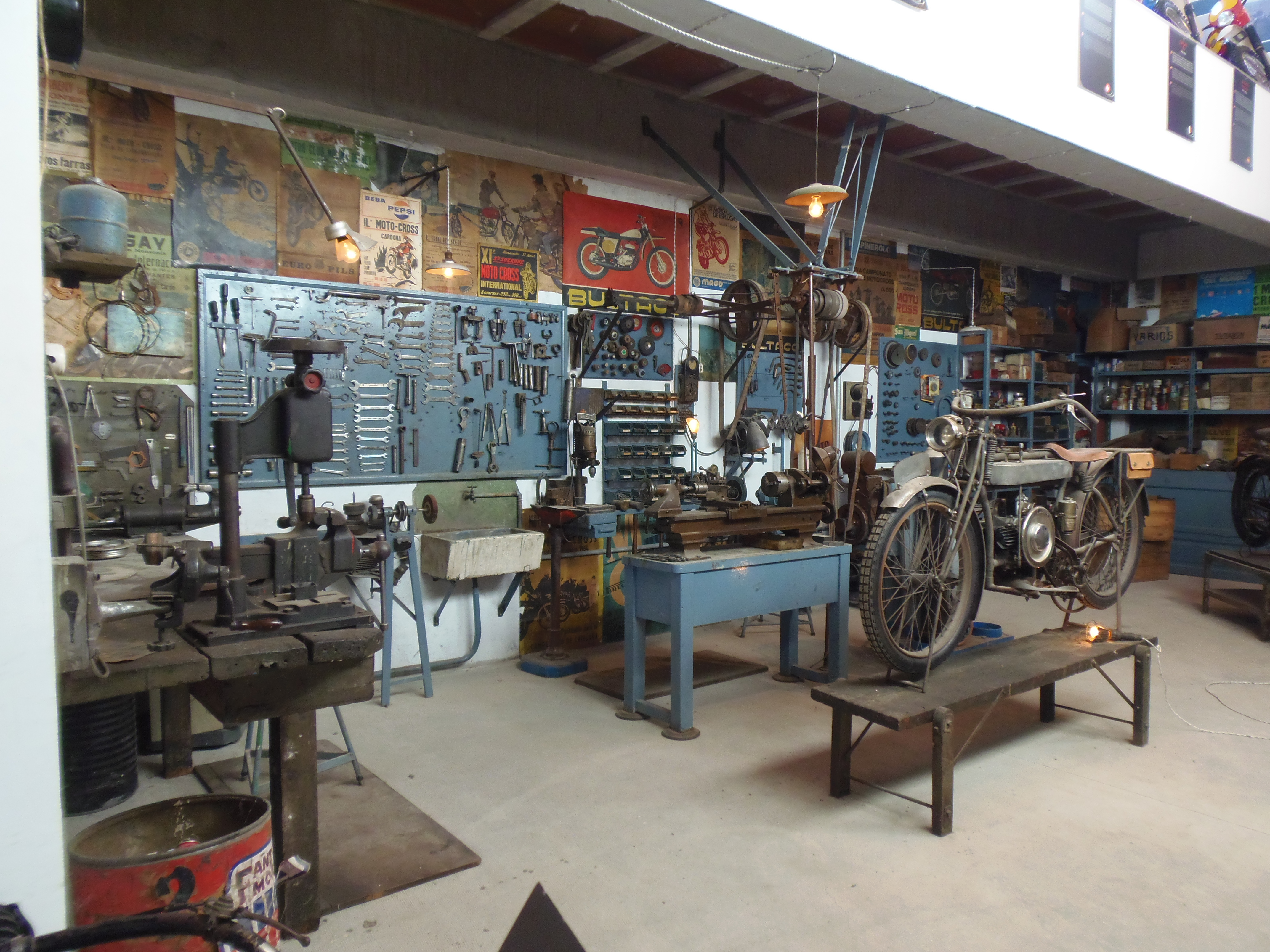
Reconstrucció del seu taller al Museu de la Moto de Bassella

Els orígens de l'afecció de Mario Soler per la moto es remunten a l'època en què el francès Gaston Chritin (1882 – 1969), establert a Barcelona des de començaments del segle xx, començà a destacar com a pilot de motociclisme en les primeres curses que s'organitzaven a Catalunya: Pujada a la Rabassada, la Sitges-Vilanova, la Volta a Catalunya, etc.
Compartint tots dos la mateixa passió per les motos, Soler i Chritin forjaren una amistat que es consolidà el 1927, quan el francès va haver de retirar-se de la competició a causa d'una greu accident a la Pujada a l'Arrabassada. Chritin va triar la tranquil·la Bassella per a la seva recuperació i, un cop allà, va encomanar la seva afecció i coneixements no només a la família Soler, sinó a tota la zona de l'Alt Urgell. Màrius Soler fou també impulsor de l'esport del motociclisme a la seva zona d'influència: entre altres iniciatives, va promoure la fundació del Moto Club Segre -un dels més actius del país- i en fou el vicepresident durant anys, mentre els seus fills Estanis i Toni dirigien l'organització de les nombroses proves que organitzava l'entitat.